# 德国总参谋部
德国总参谋部是德国军队中对战争进行规划和决策的高级军事机构，由原普鲁士军队总参谋部发展而来，是现当代绝大多数军队总参谋部的样板。总参谋部的崛起和发展是德军与其对手相比最大的优势，是自近代以來德军在戰場上令人生畏的主因，也是近代军事史上最出色的参谋机构之一。
在狭义上，总参谋部是德国军队（及其前身普鲁士军队）的中枢，负责对战争各方面的研究，制定部队机动方案及战役实施方案，拟定作战和动员计划。总参谋部于1806年成立，但此时尚无官方称呼，奠基人为普鲁士将军格哈德·冯·沙恩霍斯特和奧古斯特·馮·格奈森瑙。1821年首任总参谋长卡尔·冯·米夫林男爵上任，这也标志着总参谋部的正式成立。
在广义上，总参谋部代表了一种全新的军事理念、虽然当时的欧洲列强都先后设立总参谋部，但德军总参谋部因其完备严格的培训机制和靠实际表现而非出身门第作为奖惩标准而声名卓著。总参谋部的培训机制并不只为了培养出合格的参谋人员，更为了培养出具有具有丰富知识、广阔视野和献身精神的战争机器的一部分。正式的参谋人员为终身制，在一线部队和参谋部之间轮换工作。参谋人员的军裤侧面有加宽的深红色带以区别于其他军官。德国的传统社会舆论和政治力量决定了军队组织框架的首长由贵族甚至是皇室担任，在欧洲其余国家也是普遍现象，但实际上由于总参谋部的特殊作用，参谋长在其专业领域和组织框架内拥有对作战方案和命令的否决权，只有少数极其顽固的部队首长敢于挑战这种否决权，如德皇威廉二世和希特勒，正因如此，每一次胜利后最大功臣一般都被认为是参谋系统的人员而非部队首长，这种情况又进一步加强了总参谋部的地位。
总参谋部在当时拥有较少受政治势力控制的特权，并于1871年德国宪法颁布时以法律条文的形式固定下来。第一次世界大战结束后，协约国认为总参谋部是德国军国主义的发源地并依照《凡尔赛和约》解散了总参谋部。此后总参谋部以“统帅部部队局”的形式生存下。1935年原部队局局长贝克被任命为陆军总参谋部总参谋长，宣告了总参谋部的恢复，但在纳粹德国的体制下，总参谋部再未回到和以前一样的显赫地位。纳粹德国向同盟国投降后总参谋部再次解散。纽伦堡审判中总参谋部因战争罪被起诉，后被宣判无罪。

## 歷史
总参谋部制度是一种有别于古典军事活动的近现代组织形式，有人说“总参谋部也许是19世纪最伟大的军事创造”，而普鲁士/德国总参谋部是历史上第一个真正具有现代意义和形式的总参谋部，对世界军事史的发展具有深远的影响，实现了从早期战争的“统帅决策型”模式向近代战争的“军官团决策型”模式的转变。

### 早期的军需总监部
随着火药等技术传入欧洲，新的武器开始取代传统的冷兵器发挥作用，从而引起西方军事技术和思维的变革，战争的规模也随之扩大，传统的组织机构已难以胜任日趋复杂的指挥与后勤任务。17世纪中前期，瑞典国王古斯塔夫二世领导成立了一个被称为“军需总监部”的机构，专门负责工程和交通事务，这个机构后来被很多欧洲国家的军队所采用，普鲁士也在17世纪中期成立了自己的军需总监部，负责处理一些“技术性的辅助勤务”，包括后勤、行军、驻扎、测绘等工作，这个机构被认为是普鲁士/德国总参谋部的前身
。
军需总监部设置军需总监（英語：First Quartermaster，德语：Oberquartermeister I，有的材料也称为“总军需长”或“第一军需长”，这个职务演变为后来的“副总参谋长”）一名，目前有案可查的最早的一任军需总监（1675年）是工兵中校贝尔库姆，拿破仑战争之前担任军需总监的是莱文·冯·戈伊绍少将（1796年上任）。这个时期的军需总监部实际上只是一个介于“工程兵总监部和技术性侍官总署的中间机构”，“无权参与指挥的决断”，军队指挥权始终掌握在最高统帅（国王）手中。

### 普鲁士军事改革

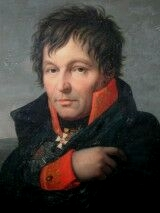
格哈德·约翰·戴维·冯·沙恩霍斯特，1808至1813年任“综合战争部”第2师监理，1813年任军需总监

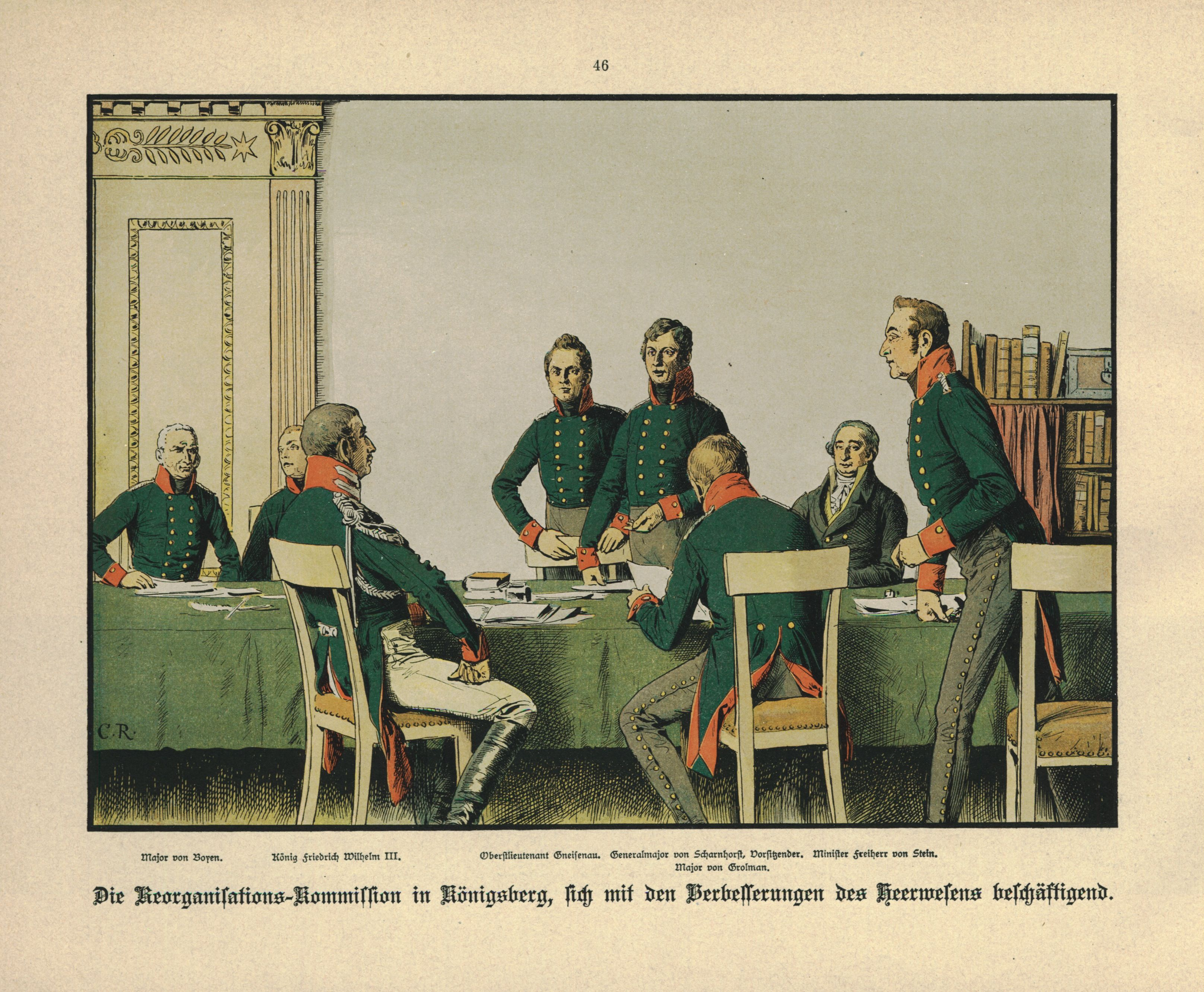
1807年，军事改革者齐聚哥尼斯堡商讨军队重组的方案，从左至右为冯·博延、腓特烈·威廉三世（左侧背对者）、格奈森瑙、沙恩霍斯特（中立二人）、施泰因（着常服者），卡爾·勒希林作

历史上的第一个总参谋部实际成立于德国的邻邦——法国，早在法国大革命时期，国防部长拉扎尔·卡诺下属的“国防部办公室”已开始具有现代总参谋部的雏形，1795年，后来成为拿破仑首席元帅的贝尔蒂埃率先建立了参谋系统，后来成为贝尔蒂埃直接领导的“参谋长办公室”，并和另一个被称为“总参谋部”的机构组成了拿破仑的统帅部。拿破仑时期无论是“参谋长办公室”还是“总参谋部”都不能取代拿破仑本人进行直接指挥，“丝毫不能参与皇帝的工作”，只能“严格遵守”拿破仑的命令，所以还不能称为真正意义上的总参谋部。
在普鲁士，最早以文字形式提出现代总参谋部思想的是克里斯蒂安·冯·马森巴赫男爵（von Massenbach），在1795年向腓特烈·威廉二世上呈的条陈中就要求将战争计划的拟定纳入军需总监部的工作范围，1801年马森巴赫又再次上书腓特烈·威廉三世，进一步提出了更加具体的构想，包括总参谋部的机构组织，甚至要求总参谋长应被赋予向国王的“直面陈述权”。
1803年腓特烈·威廉三世下令以马森巴赫的建议为蓝本进行军需总监部的改组工作，该部门按战时的作战区域（而不是按功能）分为三个处（称为“旅”），分别对奥地利，对中、南德和对西德地区的战备计划。在普鲁士以外的德意志地区，如巴伐利亚也于1803年仿效法国创建了一个“秘密军事局”，这个机构成了后来巴伐利亚战争部和总参谋部的雏形。
19世纪初的拿破仑战争对包括普鲁士在内的欧洲各国的封建秩序产生了强烈冲击，曾经在腓特烈二世统帅之下辉煌一时的普鲁士陆军于1806年的“耶拿-奥尔施塔特会战”中遭到惨败，并于1807年被迫和法国签订《提尔西特和约》割地赔款裁军，使得普鲁士在欧洲的地位大大下降了。战败后的普鲁士开始施行一系列改革措施，包括施泰因的政治改革，哈登貝格的农业改革，洪堡的教育改革和沙恩霍斯特等人的军事改革。1807年7月，“军事改革委员会”正式成立，沙恩霍斯特担任主要负责人，其改革措施的主要内容包括兵制改革和机构和人事改革，而后者的一个重要内容就是对目前的参谋部体制改革和对军需总监部的改组。
按沙恩霍斯特的构想，“军队总参谋部”按功能分工，下设4个处（称为“师”），第1师负责战略战术，第2师负责军队内部事务，第3师负责后勤补给，第4师负责炮兵和弹药事务，特别地，保管作战地图的“皇家地图室”也是总参谋部负责的范围，同时总参谋部还将担负起高级军事人才培养的任务；在下级部队中的参谋部建制也仿总参谋部设4个科。1808年圣诞节弗里德里希·威廉三世颁布敕令基本上采纳沙了恩霍斯特的建议，成立最高军事机构“战争部”，而军需总监部已不再作为职能机构运转，但“军需总监”一职仍然保留，其职能相当于总参谋长的助手或副总参谋长。不久战争部又分裂为“综合战争部”和“战争经济部”两个部门，前者是主要的实权部门。综合战争部下辖的3个“师”中，第2师相当于沙恩霍斯特所建议的总参谋部，沙恩霍斯特亲任第2师“监理”，同时也是综合战争部的实际领导者。在沙恩霍斯特的影响下，一批优秀的军事人才得以进入综合战争部和第2师，这其中包括格奈森瑙、赫爾曼·馮·博因、克劳塞维茨等人。

### 总参谋部体制的确立

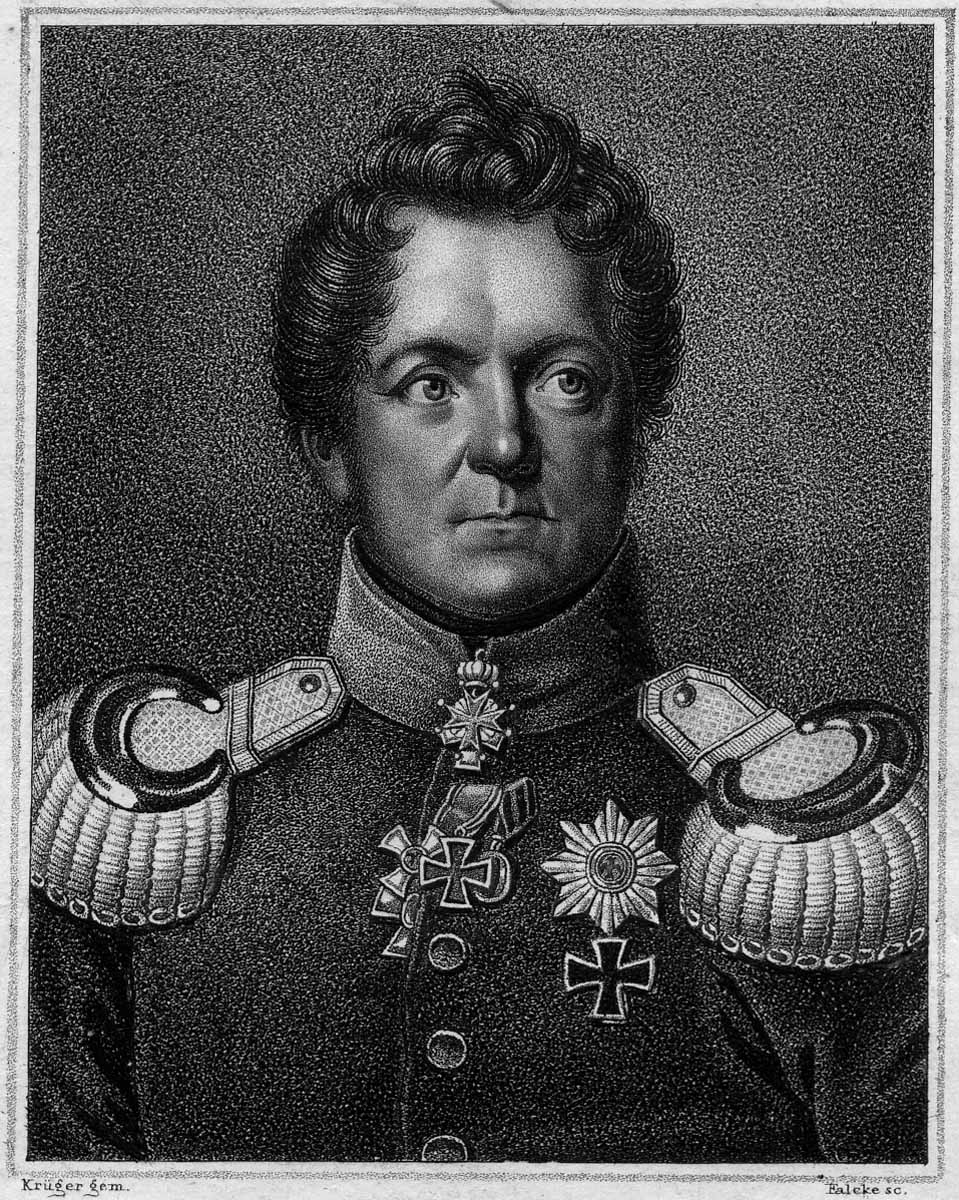
奥古斯特·威廉·安东内斯·奈德哈特·冯·格奈森瑙伯爵，1813年任军需总监

当1811年拿破仑决定远征俄国时，要求普鲁士提供支援部队，沙恩霍斯特等人辞去了第2师的职务，由冯·劳赫上校继任第2师监理。在1813至1814年普鲁士解放战争中，沙恩霍斯特以中将身份接任军需总监的职务，同时兼任布吕歇尔的西里西亚军团的参谋长，而格奈森瑙则担任他的副手，两人共同拟定了1813年的春季作战计划。

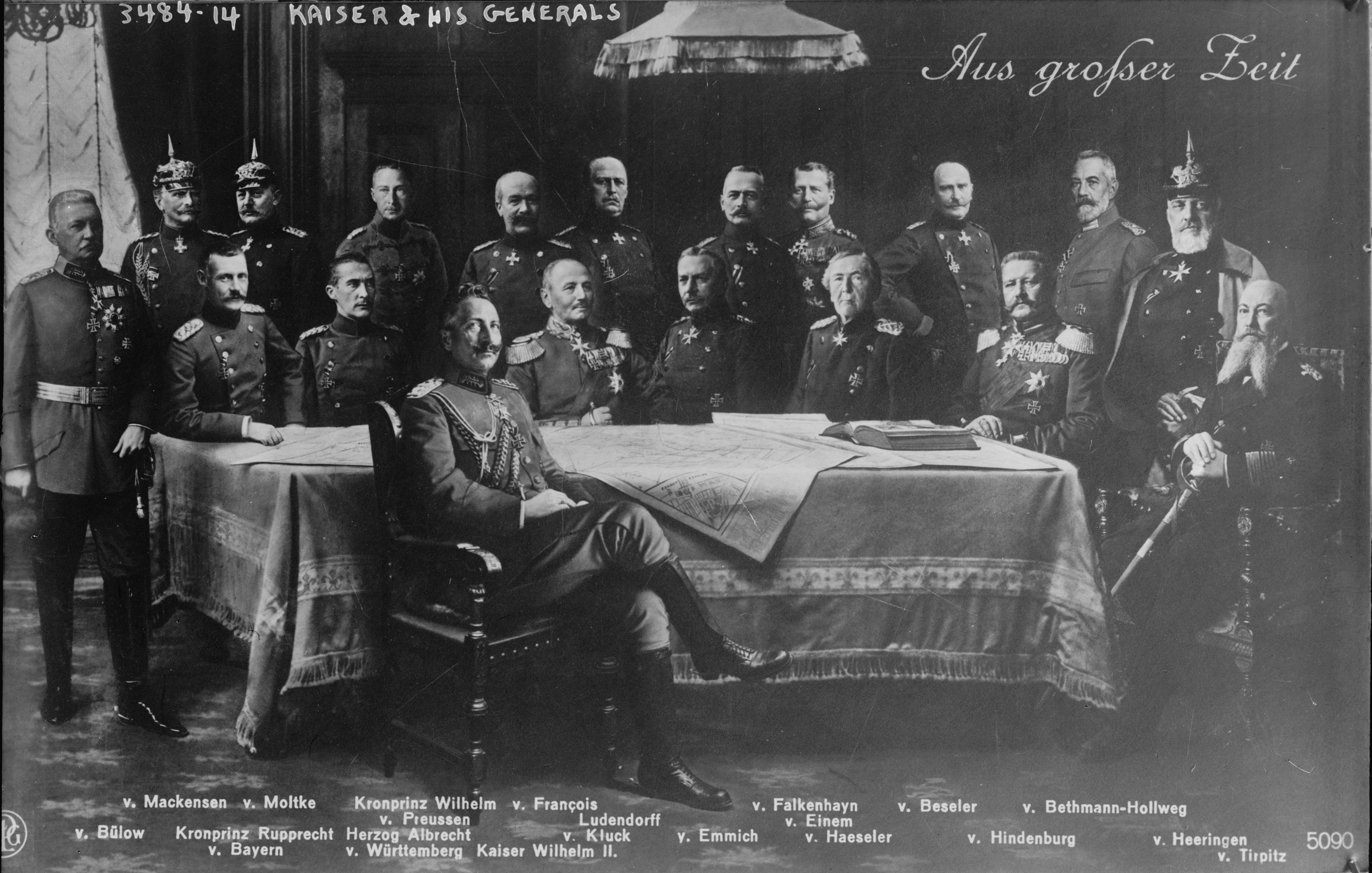
德皇威廉二世與他的将领們，照片中有小毛奇、法金漢與兴登堡三位歷任总参谋长，還有鲁登道夫、马肯森、克盧克、比洛與鐵必制等陆海军名将

在当年沙恩霍斯特病故之后，格奈森瑙继任军需总监的职务，不仅继承了沙恩霍斯特的改革成果，更奠定了日后普鲁士总参谋部的传统和基本作业风格。1816年格奈森瑙因为与宫廷官僚政见不和而辞职，之后普鲁士的总参谋部进入了一个过渡时期，此时主管总参谋部事务的是1814年出任首任正式的战争部长的利奥波德·冯·博因少将和第2师（后改称“第2部”）监理卡尔·冯·格罗尔曼少将。格罗尔曼时期的“总参谋部”已经完全按马森巴赫当初设想的三个战略方向分为西部、中部、东部三个作战处，同时加强了测绘工作，另外还特别增设了一个“战史处”。1819年11月至1821年1月期间第2部监理由利林施特恩少将（von Lilienstern）代理，此后的部长是弗里德里希·卡尔·冯·米夫林中将（von Muffling），米夫林在任内继承和发扬了沙恩霍斯特的理想，并首创了后世广为流行的沙盘作战演习方法。1821年米夫林被国王授予“军队总参谋长”的职务，其地位仅次于战争部长。1825年，随着第2部的解散，总参谋部从战争部分离出来，并正式命名为“军队大总参谋部”（Großer Generalstab），总部设在位于柏林柯尼希广场的红砖大楼内，各军团也设“军队总参谋部”；战争部和总参谋部的军官也从1823年起规范了正式着装——“镶以维红色边的裤子和上衣”，“在此后的一百多年里镶有排红色裤线的军裤就成了总参谋部军官的特有的外部标志”。
总参谋部正名之后地位也得到了很大提升，成为与战争部、国王军事内阁分庭抗理的又一势力。米夫林时期又对总参谋部进行了改组，分为3个“主师”：第1主师负责处理人事问题；第2主师负责组织、训练、演习、制定动员和进军计划；第3主师负责处理技术和炮兵问题。这一时期里活跃于总参谋部的人物还包括卡尔·冯·克劳塞维茨，他在总参谋部和担任柏林军官学校校长期间完成了著名的军事理论论著《战争论》。米夫林于1829年离任，在老毛奇上任之前，威廉·冯·克劳泽内克（von Krauseneck）和卡尔·威廉·冯·赖赫尔（von Reyher）先后担任过总参谋长职务。

### 德意志帝国时期
19世纪下半叶开始，继18世纪英国第一次工业革命之后，欧洲又进入到第二次工业革命的浪潮中，而普鲁士/德国恰是这次工业革命的中心。军事工业和技术的发展为普鲁士的扩张和促进德国统一创造了条件，与此同时这个时期的普鲁士/德国无论是在政治方面还是军事方面都出现了一个卓越的领导层，政治上是俾斯麦卓有成效的内政外交策略，而军事上则是以老毛奇为首的新一代总参谋部。

#### “毛奇时代”的辉煌

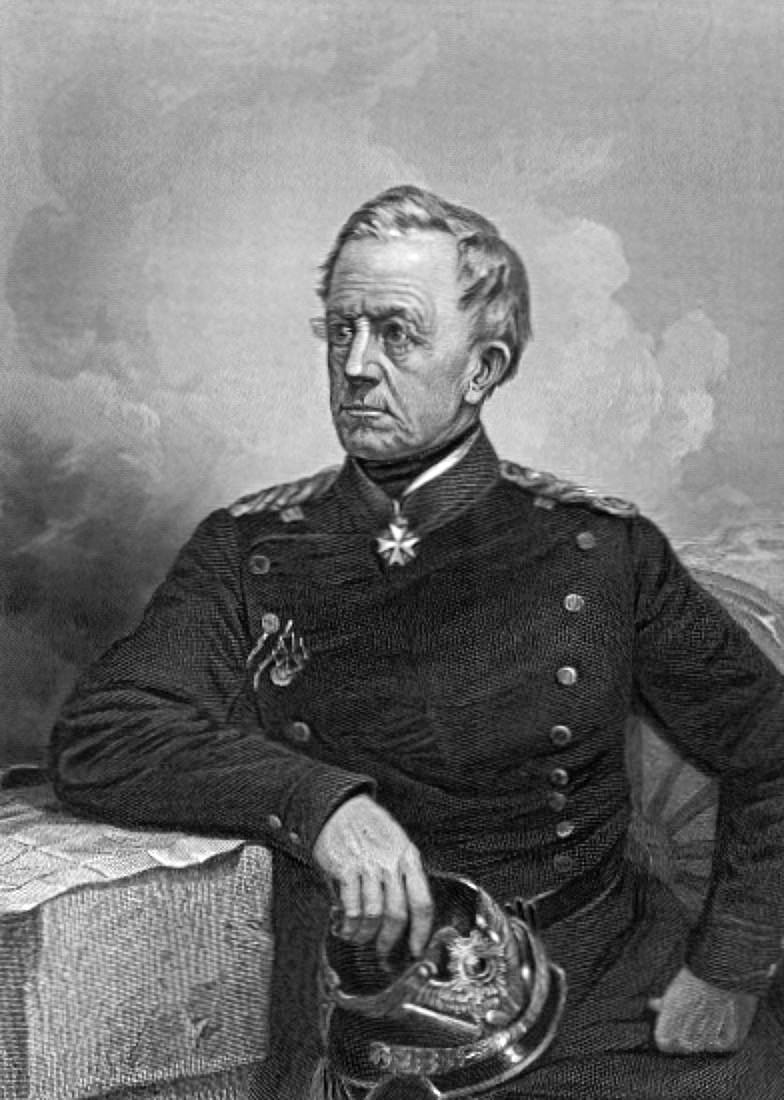
赫尔姆特·卡尔·伯恩哈德·冯·毛奇伯爵，1857至1888年任军队大总参谋部总参谋长

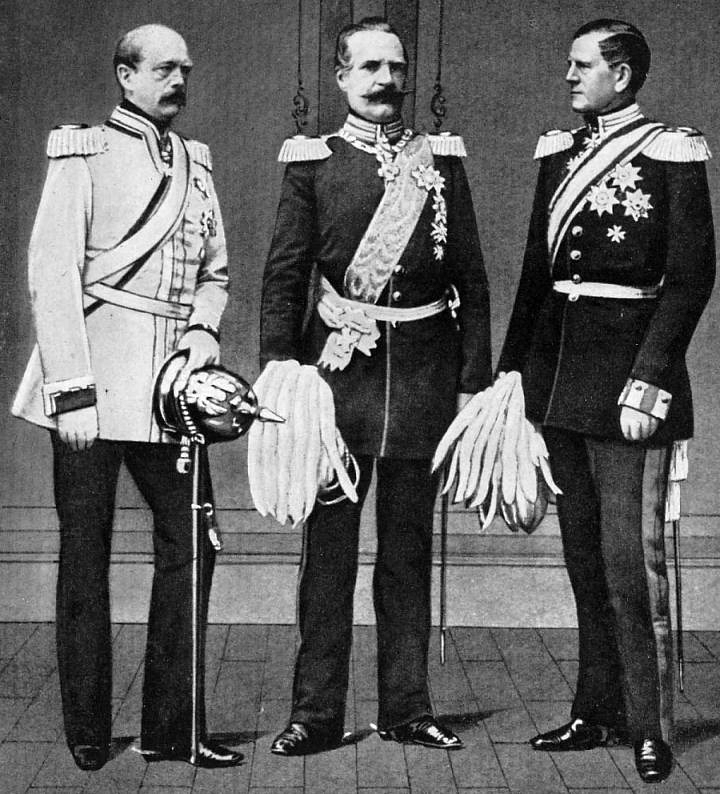
德意志统一的“三驾马车”：俾斯麦、冯·羅恩、赫尔穆特·冯·毛奇

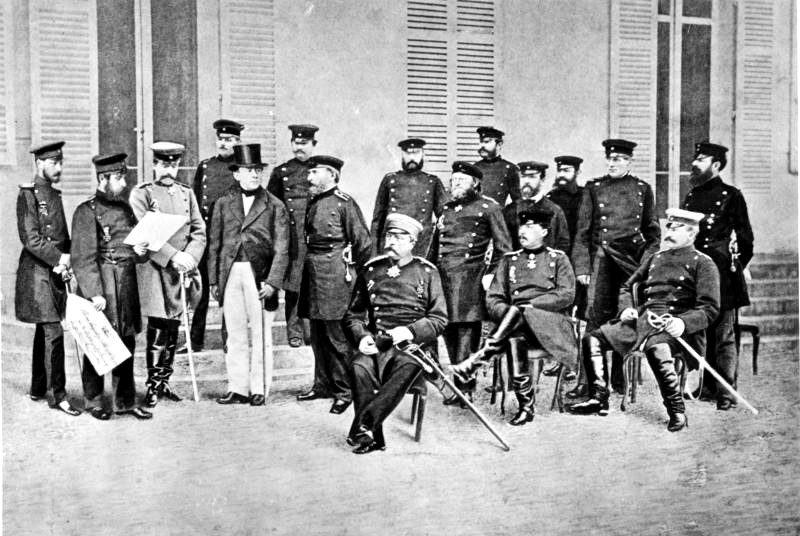
1870年法国凡尔赛的德军战时总司令部

1857年10月19日，在前侍官长曼陀菲尔少将的推荐下，在总参谋部工作的赫尔姆特·冯·毛奇少将接任前不久去世的赖赫尔上将的职务，出任代理总参谋长，次年9月18日，又被正式任命为总参谋长。毛奇此前从未担任过部队指挥官，但作为总参谋部军官曾断续地为总参谋部工作过多年，之前和其间曾在地形测量局、战史处工作，也担任过部队的参谋长，具有丰富的参谋经验，在赖赫尔时期曾是军队动员计划的制订者。在接任总参谋长的职务之后，毛奇重新对总参谋部的组织机构进行改组，以前的“师”重新改称为“处”：第1处负责东欧、奥地利和瑞典事务；第2处负责德国本土和南方的瑞士、意大利事务；第3处负责西欧事务；其中最突出的贡献是增设了“铁道处”（1869年改为第4处，与原有的3个处平级）。在担任总参谋长期间，毛奇非常重视新技术和装备的应用，尤其关注铁路运输事业，铁道处的成立是这一思想的直接体现，至统一战争前夕，普鲁士境内已经修筑完成了一个比较完善的铁路交通体系，这为普鲁士赢得统一战争提供了一个非常有利的条件。
从1864年至1871年，普鲁士接连打了三场战争，即：普丹战争（1864年）、普奥战争（1866年）、普法战争（1870年），最终完成了德意志统一，而在此之前，自1815年滑铁卢战役以来，普鲁士有半个世纪没有打过大仗。开战前毛奇和总参谋部进行了周密的准备，制定了详尽的战争计划，三场战争的进程几乎完全契合总参谋部的预定方案。总参谋部凭借卓越的表现逐渐赢得了最高统帅（国王）的信任，1866年6月2日，威廉一世在军事内阁首脑特雷斯科夫少将的建议下颁布了一道内阁令，明确规定了总参谋长与战争部长是“平级关系”（以前战争部长是总参谋长的上级）并且在战时“具有全权指挥权，总参谋长与战争部长下达的指令具有同等效力”，甚至在部队中也确立了参谋长与指挥官的“平级”关系，此后的总参谋部真正成为了战争的指挥者而不仅仅是最高统帅的军事顾问。普鲁士总参谋部对统一战争的进程起了决定性作用，这一时期也是以毛奇为代表的普鲁士/德国军官团将总参谋部推向了历史上最辉煌的阶段，同时普鲁士的成功给欧洲军界以很大震动，此后各国竞相仿效普鲁士/德国模式组建或改革自己的总参谋部。

#### 一战前的总参谋部

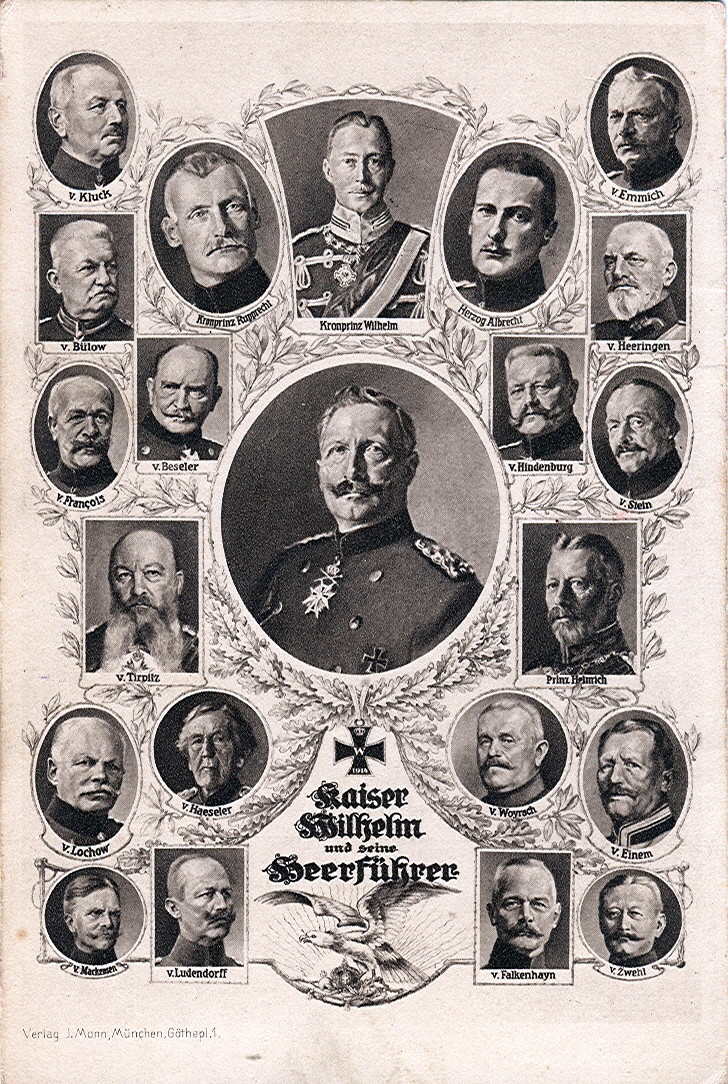
德國皇帝和他的軍事領袖（Heerführer）們：
中：威廉二世上：威廉皇太子
左上：亞歷山大·馮·克盧克，卡爾·馮·比洛，漢斯·馮·貝瑟勒，魯普雷希特王太子，赫爾曼·馮·弗朗索瓦右上：奧托·馮·埃米希，阿爾布雷希特親王，赫爾曼·馮·斯坦因，喬西亞斯·馮·赫林根，保羅·馮·興登堡
右：海因里希親王左：阿尔弗雷德·冯·提尔皮茨
左下：埃瓦爾德·馮·洛克豪，奧古斯特·馮·馬肯森，戈特利布·馮·海斯勒，埃里希·魯登道夫右下：埃里希·馮·法金漢，約翰·馮·茨維爾，雷穆斯·馮·沃伊爾施，卡爾·馮·埃恩

1883年5月20日威廉一世颁布的内阁令，授予总参谋长“直面皇帝”的权利，既有每周一次的例行汇报，也可以随时直接向皇帝汇报，毛奇获得了自马森巴赫以来军官团一直梦寐以求的权力，至此，德国总参谋部发展到了它成立以来的巅峰时期，“总参谋长毛奇实在比总司令，国王本人，还更为重要”。这次“直面陈述权”的获得，实际上应主要归功于时任军需总监的阿尔弗雷德·冯·瓦德西，而瓦德西本人在总参谋部工作期间也一直深得毛奇的信任。1888年8月10日，年近88岁高龄的毛奇辞去了大总参谋部总参谋长职务，将职务移交给了瓦德西，老毛奇在这个位置上工作了长达31年，成为普鲁士/德国历史上任期最长的一任总参谋长，总参谋部的权力、地位和声望在这一时期得到空前的提升。瓦德西在毛奇的基础上又对总参谋部进行了一次改组，将各处的职能进行合并由一位军需总监负责，如原第2处和铁道处合并为“进军处”，由军需总监负责，全权负责动员计划制定和实施，原第1处和第3处由第三军需长负责，制定东西两线的作战计划，而战史和测绘部门仍直属于总参谋长。此时在位时间不满百日的腓特烈三世刚刚去世不久，威廉一世之孙威廉二世继位，由于威廉二世的影响，德国的军事和外交政策开始转向激进，直至放弃了俾斯麦苦心经营多年的企图维持欧洲均势的“大陆政策”，1890年3月俾斯麦被迫辞职下野，威廉二世同时也希望限制总参谋部的权力，此期间总参谋部亦受到高层政策导向的影响，在多次宫廷争斗中瓦德西也逐渐失去了德皇的信任，在担任总参谋长仅两年半之后被解除职务，后于1900年被委任为八国联军总司令参与对北京的占领。
瓦德西的下一任是他的副手，军需总监阿尔弗雷德·冯·施利芬伯爵中将，于1891年2月7日被威廉二世正式任命为大总参谋部总参谋长。施利芬早年曾在骑兵部队服役，1884年在毛奇的总参谋部担任战史处处长，在总参谋长任上，施利芬继承了毛奇时代总参谋部的工作作风，特别关注技术的发展，关心部队的后勤与补给状况，为此他还建议举行大规模“军需部旅行训练”的演习。在组织机构和日常工作方面，施利芬除了设置4名军需长分管各处业务之外，还单独任命军需总监作为总参谋长的全职副手，第2处和铁道处仍然是最主要的部门，由军需总监管辖，此外专门设置了相关部门对法国和俄国的要塞体系进行研究。
在历史上，施利芬和德国总参谋部也因著名的“施利芬计划”而广为人知，这个计划成为施利芬留给德军的最宝贵的遗产，日后施利芬的战役思想甚至“对20世纪两次世界大战中德国的多数军队指挥官都产生过决定性影响”。总参谋部体制的创始人沙恩霍斯特很早就看到普鲁士/德国位于欧洲腹地，缺乏天然防御屏障的弱点，很容易陷入两线作战的不利处境，普鲁士/德国总参谋部自成立以来最重要的一个任务就是制定针对东西两个方向上的作战计划。德国虽然在俾斯麦的“大陆政策”指导下一度成功地维持了欧洲大陆的均势地位，但自从威廉二世上台之后，德国又逐渐转向和欧洲主要大国的对立，两线作战的危机再次显现。在总参谋部内部，长期对两线作战中首先解决哪一条战线举棋不定，毛奇和瓦德西倾向于首先解决东线，因为“蒸汽压路机”（Steamroller）俄国“是个较迟钝的对手”，而施利芬认为应该首先在西线取得决定性的胜利。基于这一判断，施利芬领导的总参谋部很早就开始研究在西线实施攻势作战的方案，并于1905年底完成了这个方案。“施利芬计划”在东线仅布置较少的防御性兵力，而将陆军的绝大部分用于对西线的攻势作战，其中又以右翼德比边境作为主要突击方向，企图运动到巴黎以西再向东南方向回转，将法军主力合围，向德法边境压迫并歼灭之。施利芬认为这个方案将在“六周之内”击败法国，然后可以专心对付俄国。但事实上，在一战初期，德军仅获得过短暂的胜利，而战史界对该方案的批判和争议也一直都没有间断过。

#### 一战中的总参谋部

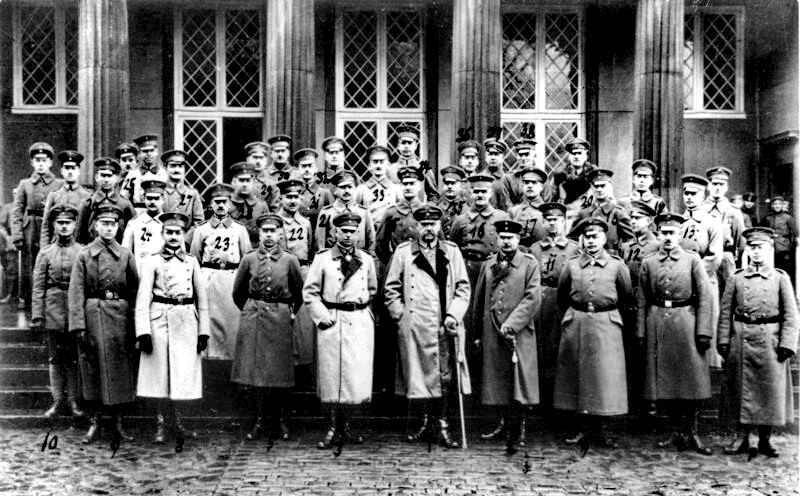
1918年终战前的总参谋部军官在卡塞尔的合影，1号为兴登堡，2号为格罗纳

施利芬是战前的最后一任总参谋长，此时的总参谋部已经开始为将要到来的战争作积极的准备。由于欧洲进入20世纪以后，资本主义世界的各种矛盾渐渐激化，国际关系日益紧张，军备竞赛不断升级，形成了“同盟国”和“协约国”两大军事集团。在此背景下，老毛奇的侄子，军需总监小毛奇于1906年元旦接替了施利芬的总参谋长职务。这一时期的总参谋部的主要任务是备战，考虑到形势的变化，小毛奇对“施利芬计划”作出了修改，对东线和西线左翼部队给予了加强，但代价是削弱了西线右翼的兵力，这一更改遭到后世的很多批评，被认为是德国输掉战争的一个重要原因，但当时仍得到总参谋部内部很多人的认同，包括后来战时的实际“总参谋长”，时任第2处（德国处）处长的鲁登道夫中校。在总参谋部的努力下，国会通过了陆军人员和装备的扩编，并批准增加军费开支。至开战前夕，总参谋部编有1名军需总监、5名军需长，15个专业处和1个情报勤务组；而至战争之初，大总参谋部被改称“野战陆军总参谋部”，由4个可机动的处和一个战地通信组组成，即中央处（负责处理人事事务）、作战处（分为3个组，分别负责战略、战术和组织；重型炮兵、要塞和弹药；飞行和技术事务）、情报处（负责敌情判断、间谍和反间谍）和政治处（负责研究军事政策和外军），此外，还有军需总监及其下属的一批负责各项事务的长官，如负责运输、补给的长官、经理总监、野战邮政总监，以及两位分别负责步炮和工程工兵队的将军。
1914年6月28日奥匈帝国皇储弗朗茨·斐迪南大公夫妇在萨拉热窝遇刺身亡，8月1日威廉二世下达总动员令，同日德国向俄国宣战，第一次世界大战爆发。当天威廉二世甚至一度有意率先在东线发动攻势，但很快被小毛奇说服，决定仍按“施利芬计划”实施对西线的运动战。战役发起之初，德军在西线进展相当顺利，取道比利时和卢森堡，攻克列日要塞，进逼巴黎，但由于右翼兵力没有能够达到施利芬所希望的绝对优势，因而未能完成绕过巴黎并在巴黎以西实施大回转从而合围法军主力的主要战略企图。9月初德军在马恩河一线进攻受挫，被迫转入防御，“施利芬计划”从此破产。威廉二世开始对小毛奇的能力感到失望，以健康为由解除了小毛奇的职务，并由冯·法尔肯海恩中将接受总参谋长的职务。1914年11月3日，法尔肯海恩被正式任命为“野战陆军总参谋部”总参谋长，而小毛奇则改任“柏林留守总参谋部参谋长”，由于法尔肯海恩上任前已担任战争部长，自沙恩霍斯特提议建立战争部以来，这还是第一次出现战争部和总参谋部“合并”——陆军总司令同时兼任总参谋长，总参谋长有史以来第一次具有如此之大的权力。尽管此时德军已在东线获得了坦能堡战役的完胜，并且在西线运动战已难以付诸实现的情况下，法尔肯海恩仍对“施利芬计划”抱有幻想，坚持必须首先在西线取得一个决定性的胜利，伊普雷战役、凡尔登战役和索姆河战役等一系列会战令德军在西线的阵地消耗战中越陷越深。战事的失利使得威廉二世在战争中第二次更换总参谋部首脑，1916年8月29日，战时复出并在坦能堡会战中成为德国人眼中英雄的保罗·冯·兴登堡元帅成为战时的第三任总参谋长，与以往不同的是，还任命与兴登堡分享东线胜利的埃里希·鲁登道夫中将为“第二总参谋长”（后经鲁登道夫请求仍称为“军需总监”），总参谋部第一次出现了两位领导者（最高陸軍指揮）。
兴登堡和鲁登道夫都是老资格的总参谋部军官，前者在老毛奇时期在施利芬主管的战史处就职，后者则是前第2处处长。“双重领导”下的总参谋部实际主持工作的是鲁登道夫，他首先对总参谋部进行了人事变动，启用了韦策尔（Wetzell，战后担任过部队局局长）、马克斯·霍夫曼（坦能堡会战的实际策划者）、格罗纳（鲁登道夫的继任）、施蒂普纳格尔（Stuelpnagel，后任军需总监，1944年因参与刺杀希特勒的“7.20”事件被处决）等一批有能力的参谋军官，同时又改组和增设了多个下属机构，包括对刚不久才组建的航空兵部队进行管理部门，甚至还有一个“影像局”来管理全德电影事业，战时的总参谋部变成了一个分支林立的庞大机构。但与此同时，随着总参谋部编制规模的扩大，参谋人员的素质则相对下降了，参谋军官的日常训练不得不减少。
在鲁登道夫的铁腕下，其直接后果是对国家生活的全面渗透和干预，将政治、经济纳入到战时轨道——德国成了一个军人专政的国家，“总体战”时代到来了。战争后期，虽然在东南欧取得了一些进展，十月革命也使俄国退出了战争，德国在东线获得了解脱，但在西线仍然没有显著进展，而美国的参战使得德国已完全失去了体面结束战争的任何机会。1918年春天，总参谋部策划了最后一次连续大规模攻势战役，但未获战略性成效。德国国内的经济秩序在“总体战”的干预下也岌岌可危，民众和军队对战争前景充满悲观，1918年10月27日鲁登道夫被迫辞职，次日即爆发了威廉港水兵哗变，11月3日又爆发了导致德国军队彻底崩溃的基尔港水兵大哗变，德国和协约国代表于11月11日在贡比涅森林签订停战协定，第一次世界大战结束。战时总参谋部最后一任领导者是冯·兴登堡元帅和军需总监威廉·格罗纳中将。

### 威瑪共和國時期
战后初期，德国国内政治上陷于混乱状态，各种派别和势力林立，格罗纳领导下的总参谋部不得不紧急改组，同时还要完成停战协定所规定的撤军和军队复员。但由于威廉二世被迫退位并逃往荷兰，普鲁士的霍亨佐伦王朝宣告终结，军队中又纷纷仿效俄国布尔什维克成立“士兵委员会”，总参谋部事实上已失去皇室的荫庇和掌控陆军最高权力的合法性。社会民主党领导人弗里德里希·艾伯特接管了新成立的德意志共和国（正式国名仍为“德意志帝国”或“德意志国”，通常习惯称为“魏玛共和国”）政府，并与总参谋部为代表的旧军队势力达成秘密协定，以新政府对军队权力的承认换取军队对新政府的效忠。
1919年巴黎和会产生的《凡尔赛和约》通过了一系列惩罚德国的苛刻条款，当中对德国军队的约束包括：仅维持一支不超过10万人的陆军和不超过1.5万人的海军；撤销总参谋部；武器装备受到严格限制；取消征兵制和延长兵员的服役年限等。新组建的德国军队被称为“帝国防卫军”，虽然名义上的总参谋部不复存在，但仍需要一个部门对新军队进行管理，新政府在国防部下设立了“陆军局”和“部队局/部隊辦公室”（英語：Troop Office，德语：Truppenamt），职能上分别相对于战前的“战争部”和“总参谋部”，首任部队局局长是汉斯·冯·塞克特少将，成立部队局的设想也来自于他，同时还建议设立一名“统帅部长官”（德語：Chef der Heersesleitung

中称为“陆军指挥部司令”，此为后来的陆军总司令的前身）作为国防部长的顾问（因为《凡尔赛和约》规定国防部长必须为文职官员），这样军队实际仍然是被军官团所控制。1920年3月末爆发了反对裁军的卡普政变，塞克特接任原统帅部长官莱茵哈特将军的职务，部队局局长则由第1处处长威廉·海耶少将担任。部队局下设4个处：第1处相当于原来的第2处，分管作战；第2处和第4处分管组训；第3处作为外军研究部门，但为了掩人耳目对外称为“陆军统计处”；各处内部又分为若干小组。塞克特在他的参谋机构中网罗了一批人才，他们当中有的成为日后纳粹德国的高级指挥官，包括未来的战争部长布伦堡，陆军总司令布劳希奇，陆军元帅伦德斯特、博克和李布，以及空军元帅凯塞林。由于《凡尔赛和约》禁止军事学院招生，同时过分延长了军人的服役年限（士兵和士官12年，军官25年），相当于变相禁止了德国人的军事教育和人才培养，部队局在内部开了个“长官助理培训班”来培训中高级参谋军官，使得人才不至于断流。在《凡尔赛和约》的限制下，塞克特的理想是“创建‘一支小型的精锐之军’，以构成未来强大国民军队的核心，并为这支军队提供各级指挥官”，为此塞克特利用一切机会将其军队改革的主张付诸实施，包括与同被西方所敌视的苏俄政权接触，暗中发展军事工业等，有鉴于此，后世多将塞克特称为“德国国防军之父”。

### 納粹德國時期
在魏玛共和国后期，德国国内政治经济更加趋于紊乱，又适逢20世纪二三十年代席卷资本主义世界的经济危机，德国更是经济雪上加霜，尤其是二十年代中期德国通货膨胀，让多数中产阶级一夜之间破产，失业人口激增，又刺激了国内的工人运动和无产阶级的不安定性，德国民众普遍对共和政府感到失望。以阿道夫·希特勒为首的“国家社会主义德国工人党”（即“纳粹党”）利用民众对魏玛政府的不满和对《凡尔赛和约》的憎惡心理，广泛煽动民族主义情绪，逐渐取得了越来越多德国人的支持，最终于1932年11月的国会选举中获得多数席位，成为德国第一大政党。1933年1月30日，时任魏玛共和国总统的兴登堡任命希特勒为总理并授权其组阁，意味着“第三帝国”（Das Dritte Reich）的诞生。1934年8月1日，兴登堡去世后希特勒又兼任总统，改称“国家元首兼帝国总理”（Führer und Reichskanzler）并兼任“武装力量最高统帅”。
希特勒在上台前后一段时间内，曾极力拉拢陆军这股重要势力，许诺《凡尔赛和约》所禁止的扩充军备等条件，甚至为了换取军方的支持不惜对纳粹党的准军事组织“冲锋队”进行大清洗。国防部部队局在向陆军总参谋部的过渡过程中取得了自己的历史定位。

#### 国防军总参谋部的分立与陆军总参谋部

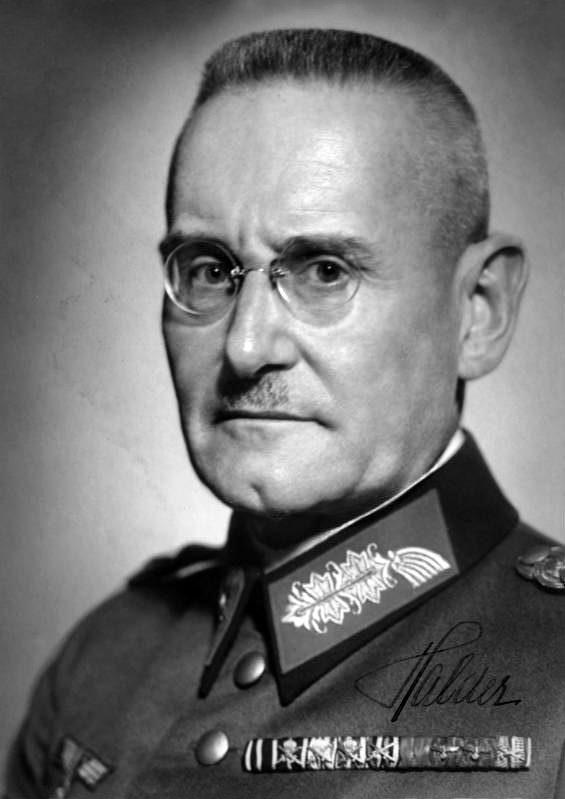
弗朗茨·里特尔·哈尔德，1938至1942年任陆军总参谋长

在陆军传统的德国，总参谋部很大程度上是作为“陆军总参谋部”而存在，希特勒全面掌权后，总参谋部的地位也面临诸如纳粹德国二号人物戈林管辖的空军的挑战，布伦堡在担任国防部长（1933年至1938年在任，1935年到1938年间国防部曾更名为战争部）期间，曾一度计划成立一个“无所不管的‘国防军总参谋部’”

（当时称“国土防卫处”）来挽救军官团在国防军中的权威地位，但随着他本人和陆军总司令弗里奇相继被希特勒用赶下台之后，总参谋部就开始全面失势了。1935年3月16日，国防军（Wehrmacht）正式成立，各军种分别组建国防军陆军总司令部（OKH，德语全稱：Oberkommando des Heeres）、国防军海军总司令部（OKM，德语全稱：Oberkommando der Marine）和国防军空军总司令部（OKL，德语全稱：Oberkommando der Luftwaffe）。各军种都辖各自的总参谋部，1935年7月1日起，原部队局正式更名为“陆军总参谋部”（Army General Staff，德语全稱：Generalstab des Heeres），并隶属于OKH。国防军扩军后，总参谋部的编制又一次得到大范围扩充，所辖部门增加到12个处，有5名军需长，由将近200名军官组成。另一方面，希特勒彻底甩开陆军成立了真正对战争起决策作用的国防军最高统帅部（OKW，德语全稱：Oberkommando der Wehrmacht），原战争部（前国防部）撤销，最高统帅部设總監（凯特尔），取代了昔日总参谋长的地位，另外布伦堡曾经设立的“国防军指挥参谋部”（Armed Forces Operations Staff，简称WFSt，德语Wehrmachtführungsstab，1940年以后称为WFA，Wehrmacht- Führungsamt，见下一小节）得到保留，形式上甚至还在各军种总参谋部之上，但其实只是对OKW负责，功能上相当于它的一个分管作战的子单位，整个战争期间担任国防军指挥参谋部部长的是约德尔

。
由于希特勒通过OKW对军队指挥权的全面接管，OKW与OKH的对立，特别是OKW与以陆军总参谋部为代表的传统德国军官团的对立日趋尖锐，前者和空军等新派力量希望加强海空军的地位，而后者代表了普鲁士“陆军决定论”的保守观点，最主要的是，自毛奇以来传统总参谋部所拥有的指挥权已不复存在。魏玛时代遗留下来的部队局最后一任局长，同时也是第三帝国首任陆军总参谋长路德维希·贝克中将虽然在战前为争取总参谋部的地位和阻止希特勒轻率发动一场战争的过程中作出了很大努力，但无力改变纳粹德国军事扩张的趋势，遂辞去陆军总参谋长职务，将职务移交给不久前接替曼施坦因担任军需总监的哈尔德将军。哈尔德是战时的第一任陆军总参谋长，也是战时任期最长的一位陆军总参谋长，此后的总参谋长的任期一任比一任短命。贝克和哈尔德都曾是陆军和军官团中反希特勒力量的骨干分子，但由于希特勒和陆军达成交易，用对冲锋队的清洗换取了陆军的效忠，在希特勒成为“国家元首”后，1934年8月2日战争部长布伦堡签署命令修改了国防军的宣誓誓词，将原先对国家的效忠改为对希特勒本人的效忠。由于军官团的忠诚传统以及希特勒的数次冒险行动和“不流血征服”的成功，在“7.20事件”前军官团并未将反叛希特勒的愿望实际付诸行动。
二战期间，陆军总参谋部和军官团对战局的事实影响非常有限，战争部撤销后希特勒已直接领导三军，在战时大本营希特勒签发的作战指令绝大部分都是通过OKW和WFSt/WFA下达，完全绕过了总参谋部。由于战争初期德军进展顺利，在欧洲几乎所向无敌，让希特勒在以后的时间里更相信自己对大战略乃至政治和经济形势的直觉判断，和陆军及其总参谋部的意见分歧也愈来愈大。在1942年斯大林格勒会战期间，哈尔德在与希特勒进行了一场激烈争吵之后被解除职务，不久以后陆军总参谋部被告知其职权范围仅限于东线，其它战场事务归国防军指挥参谋部管辖。
理论上OKW也凌驾于海军總司令部（OKM）和空军總司令部（OKL）之上。但是实际海军和空军總司令部也都享有很大的自主权，OKW也极难插手。盟军发动诺曼底战役后，OKW成立了西线司令部（OB West），这也是OKW唯一独立指挥的战线，所以西线司令部与OKW之间的权責实际又有重叠。
1944年7月20日，以前陆军总参谋部组织处军官施道芬堡上校为代表的德国军官团实施了一次对希特勒的刺杀行动和政变，但很快以失败而告终，大批总参谋部高官被清洗和处决，其中就有前部队局局长和前陆军总参谋长贝克，前军需总监施蒂普纳格尔，陆军总参谋部组织处处长施蒂夫。前陆军总参谋长哈尔德被捕入狱。事后蔡茨勒大将被解除职务，由古德里安大将代理陆军总参谋长直至第三帝国的最后岁月。战时的最后一任陆军总参谋长由克莱勃斯步兵上将代理，在战争的最后几天被授权与即将攻克柏林的苏军商谈停战条件，并在柏林最终屈服之前自杀身亡。

#### 国防军最高统帅部与国防军指挥参谋部
1938年2月4日，希特勒发布了《关于国防军领导权的规定》，撤销了帝国战争部（Reich Skriegs Ministerium，有的资料也称为“帝国军事部”，其前身即“国防部”），同时解除了原战争部长兼国防军总司令布伦堡的职务，并由希特勒本人“亲自行使对全军的指挥权”，而由原陆军局（国防军局）改组而来的OKW正式作为希特勒领导陆、海、空三军的最高统帅部和总参谋部，OKW的参谋长凯特尔元帅是元首的最高军事顾问，与政府部长平级。
国防军最高统帅部组织机构：
- 国防军中央处
- 国防军指挥参谋部
- 谍报局
- 国防军总务局
- 国防经济局
- 国防军法律处
- 统帅部参谋长司法办公室
- 帝国军事法院
- 国防军福利与供给法院

国防军指挥参谋部（1939年11月20日至1940年8月间称“国防军指挥局”）组织机构：
- 国防处（1941年底撤销）
  - 办公室副官
  - 战争日志科
    - 作战组（战争指挥组）
    - 组织动员组
    - 特别任务组
    - 协调组
- 作战处（1942年1月1日成立，由原战争日志科作战组升格）
  - 陆军科
  - 海军科
  - 空军科
  - 敌情科（1942年秋增设）
- 组织处（1942年1月1日成立）
  - 第1科（总务）
  - 第2科（人事）
  - 第3科（装备）
  - 第4科（侍从人员管理）
  - 第5科（统计）
- 军务处（1942年1月1日成立）
  - 前线分队
  - 驻防区分队
- 国防军通信处（1941年更名为“国防军通信参谋部”，1943年更名为“国防军通信司”）
  - 第1组（组织）
  - 第2组（有线电通信）
  - 第3组（无线电通信，1941年更名为“无线电通信处”）
  - 第4组（器材设备）
  - 中央组
  - 密码组（1941年更名为“密码处”）
  - 档案室
  - 战时电信处
  - 主管通信技术工具特派代表处（1941年增设）
- 国防军宣传处（1944年升格为“国防军宣传司”）
  - 办公室副官
  - 第1组（领导）
  - 第2组（宣传）
  - 第3组（检查）
  - 第4组（民族资料）
  - 驻三军总司令部联络官
  - 驻帝国宣传部联络官
  - 外国记者管理组
  - 行政管理组
  - 特别组

### 战后的总参谋部

#### 统一前的两德总参谋部
1945年5月苏联红军攻占了柏林，纳粹德国向盟军无条件投降，根据《雅尔塔协定》和《波茨坦宣言》，德国本土由苏联、美国、英国、法国分区占领。由于战后国际关系的复杂化和“冷战”的开始，美英法三国与苏联于1949年5月先后在各自的占领区内成立了德意志联邦共和国（西德）和德意志民主共和国（东德）主权政府，德国正式分裂。之后东西德重新组建了各自的軍事部隊，西德于1954年组建了“联邦国防军”（Bundeswehr），而东德于1956年成立了“国家人民军”，并先后加入了“北大西洋公约组织”和“华沙条约组织”，成为冷战时期两大阵营在欧洲对抗的最前沿防御力量。
- 联邦国防军的总参谋部

（西德）联邦国防军并未设置总参谋部，但其“軍事指揮委員會」相当于总参谋部的地位，隶属于国防部，由联邦国防军总监领导，由于西德仿效美国组织国防体制，联邦总理为战时三軍最高统帅，平时由国防部长（文职）领导国防军，总监（武職）作为国防部长的最高军事顾问，实际上是国防军的总参谋长。
- 國家人民军的总参谋部

（东德）国防体制仿效苏联，设立国防委员会和国防部领导東德國家人民軍，下设总参谋部、总政治部和各军种司令部。

#### 统一后的德国总参谋部
在1990年10月3日东西德统一后，德國軍隊沿用西德体制，仍称为“联邦国防军”。总监仍然作为聯邦國防軍的總參謀長和最高軍職人員，輔佐国防部或总理領導軍事，各军种的最高指揮官亦稱总监，包括：陆军总监（Inspekteur des Heeres）、海军总监（Inspekteur der Marine）、空军总监（Inspekteur der Luftwaffe），分别领导三军总参谋部（指挥参谋部）。

## 影响

### 美国
美国自独立后有一套独特的国防部门组织体系，即文官担任國防部長的制度，这套制度一直沿用至今，这是处于分权思想的考虑，为了防止军事独裁，但文职主官需要一位职业军官担任其顾问，到后来两者分化为战争部长（US Secretary of War，相當於陸軍部長）和陆军总司令，这就成了所谓的“双重领导”体系，类似于毛奇时代总参谋长和战争部长的平行关系，但美国的陆军部长和陆军总司令经常出现意见分歧，文官出于政治的考虑，武官出于军事的考虑。美国内战期间林肯将陆军总司令的地位放到了优先位置，以适应战时要求，但这违反了法律规定陆军部长的那些权力。这个矛盾一直持续到19世纪末，直到后来的国务卿罗脱当上了第42任战争部长，积极推进军事改革，才开始引进德国总参谋部模式，1903年国会通过的《参谋部法》正式撤销陆军总司令，组建总参谋部。二战后，美国再次改革军制，撤销了原各军种总部，统一由国防部掌管，总参谋部演变为各军种高官组成的参谋长联席会议（JCS，Joint Chiefs of Staff），地位又回到了总统和国防部长的军事顾问的角色，并无指挥权。

### 俄羅斯及苏联
在1870年普法战争后，俄国开始学习和仿效普鲁士改组总参谋部，这个旧式的总参谋部为后来的红军总参谋部保留了一副比较完整的制度上的骨架。德俄两国更深入的交流开始于20世纪20、30年代，一边是制裁当中的战败国，一边是西方仇视的红色政权，都被排斥世界大国秩序之外，这让年轻的红军适时获得了一个引进新式装备和技术，培养自己的参谋人员的宝贵途径，其报答是秘密为德国提供部分军工原料和产品以及训练装甲部队和航空兵的基地。在这个时期内，苏联的一批中高级军官到德国总参谋部进行了考察或培训，这当中就包括著名的图哈切夫斯基、朱可夫等当时的或日后的红军统帅人物，德国总参谋部的组织和运作给他们留下了深刻印象。

### 日本
日本通过明治时代的改革一方面迅速与西方接轨，另一方面军国主义日益抬头，这两种倾向都渴望从西方学习新型的军事制度。受到普法战争的启示，日本从德国聘请参谋人员到陸軍大學任教官，这其中就有一位军事思想家，后来晋升为元帅并在一战中指导土耳其军队作战的科爾瑪·馮·德·戈爾茨男爵，当时他还是总参谋部的一名上尉。1878年，日軍正式组建了参谋本部，但兩者均隨著二戰結束而遭到撤廢。當代的日本自衛隊則以「統合幕僚監部」作為陸、海、空三大部隊的「總參謀部」。

### 中華民國
中華民國肇建之初，北洋政府的大總統為陸海軍大元帥，設參謀本部負責軍令事宜，即使政府更迭，仍以大元帥地位持有統帥權。1926年，國民政府設軍事委員會負責軍政，軍令則是國民革命軍總司部直隸於國府，並由中國國民黨總裁蔣中正出任軍委會主席兼國民革命軍總司令。1928年，蔣中正當選國民政府主席，成為實質掌握統帥權之人，直至1931年寧粵分裂下野。1932年，日本發動一二八事變，蔣中正復出任軍委會委員長兼參謀本部參謀總長。1935年，國民政府授階蔣中正任特級上將，以《特級上將授任條例》明定為中華民國陸、海、空軍最高軍事長官；與他國大元帥之不同，在於他國為榮譽職或全權委任，而特級上將由當時國府集體領導下制定法律授予實質掌握統帥權，則著眼於未來與日本愈演愈烈之衝突。1943年，蔣中正接任國府主席，並修改《中華民國國民政府組織法》，規定主席為海、陸、空軍大元帥。
抗戰勝利後政府行憲，總統依《中華民國憲法》統帥全國陸海空軍，僅僅於1978年制定《國防部參謀本部組織法》，國防部參謀本部置參謀總長一人，在統帥、行政系統分別為總統、國防部部長之幕僚長，總統行使統帥權，直接經由參謀總長指揮軍隊，依循軍政、軍令二元體制。
然而國防體制與權責法制化仍嫌不足，所以在2000年制定《國防法》與修改《國防部組織法》，參考法國第五共和模式，總統決定國家安全有關之國防大政方針，或為因應國防重大緊急情勢，得召開國家安全會議。總統行使統帥權指揮軍隊，直接責成國防部部長，由部長命令參謀總長指揮執行之。另外，廢止不合時宜的《特級上將授任條例》；並於2001年修正《國防部參謀本部組織法》全文為《國防部參謀本部組織條例》，參謀本部依國防部命令指揮軍隊，參謀總長不再是總統之幕僚長，達成軍政、軍令一元化。

## 附录

### 历任德軍总参谋长

#### 普魯士王國
| 任次 | 肖像                           | 总参谋长                                     | 就职            | 离职            | 任职时间  |
| ---- | ------------------------------ | -------------------------------------------- | --------------- | --------------- | --------- |
| 1    | 格哈德·馮·沙恩霍斯特           | 格哈德·馮·沙恩霍斯特 （1755–1813）           | 1808年3月1日    | 1810年6月17日   | 2年108天  |
| 2    | 卡尔·冯·哈克                   | 卡尔·冯·哈克 （1768–1835）                   | 1810年6月17日   | March 1812年3月 | 2年       |
| 3    | 古斯塔夫·馮·勞赫               | 古斯塔夫·馮·勞赫 （1774–1841）               | March 1812      | March 1813      | 1 year    |
| (1)  | 格哈德·馮·沙恩霍斯特           | 格哈德·馮·沙恩霍斯特 （1755–1813）           | March 1813      | 28 June 1813†   | 3 months  |
| 4    | 奥古斯特·奈德哈特·冯·格奈森瑙  | 奥古斯特·奈德哈特·冯·格奈森瑙 （1760–1831）  | 28 June 1813    | 3 June 1814     | 340天     |
| 5    | 卡尔·冯·格罗尔曼               | 卡尔·冯·格罗尔曼 （1777–1843）               | 3 June 1814     | November 1819   | 5 years   |
| 6    | 约翰·吕勒·冯·利林斯特恩        | 约翰·吕勒·冯·利林斯特恩 （1780–1847）        | November 1819   | 11 January 1821 | 1 year    |
| 7    | 卡尔·冯·米夫林                 | 卡尔·冯·米夫林 （1775–1851）                 | 11 January 1821 | 29 January 1829 | 8年18天   |
| 8    | 约翰·威廉·冯·克劳塞内克        | 约翰·威廉·冯·克劳塞内克 （1774–1850）        | 29 January 1829 | 13 May 1848     | 19年105天 |
| 9    | 卡尔·冯·赖赫尔                 | 卡尔·冯·赖赫尔 （1786–1857）                 | 13 May 1848     | 7 October 1857† | 9年147天  |
| 10   | 赫尔穆特·卡尔·贝恩哈特·冯·毛奇 | 赫尔穆特·卡尔·贝恩哈特·冯·毛奇 （1800–1891） | 7 October 1857  | 18 January 1871 | 13年103天 |

#### 德意志帝國

##### 參謀總長
| 任次 | 肖像                 | 姓名                                        | 就职              | 离职              | 任职时间  |
| ---- | -------------------- | ------------------------------------------- | ----------------- | ----------------- | --------- |
| 1    | 老毛奇               | 元帥 老毛奇 （1800–1891）                   | 18 January 1871   | 10 August 1888    | 17年205天 |
| 2    | 阿尔弗雷德·冯·瓦德西 | 騎兵上將 阿尔弗雷德·冯·瓦德西 （1832–1904） | 10 August 1888    | 7 February 1891   | 2年181天  |
| 3    | 阿爾弗雷德·馮·施利芬 | 騎兵上將 阿爾弗雷德·馮·施利芬 （1833–1913） | 7 February 1891   | 1 January 1906    | 14年328天 |
| 4    | 小毛奇               | 大將 小毛奇 （1848–1916）                   | 1 January 1906    | 14 September 1914 | 8年256天  |
| 5    | 埃里希·法金漢        | 步兵上將 埃里希·法金漢 （1861–1922）        | 14 September 1914 | 29 August 1916    | 1年350天  |
| 6    | 保羅·馮·興登堡       | 元帥 保羅·馮·興登堡 （1847–1934）           | 29 August 1916    | 3 July 1919       | 2年308天  |
| 7    | 威廉·格勒納          | 中將 威廉·格勒納 （1867–1939）              | 3 July 1919       | 7 July 1919       | 4天       |
| 8    | 漢斯·馮·塞克特       | 大將 漢斯·馮·塞克特 （1866–1936）           | 7 July 1919       | 15 July 1919      | 8天       |

##### 軍需總監
| 任次 | 肖像            | 姓名                                   | 就职            | 离职            | 任职时间 |
| ---- | --------------- | -------------------------------------- | --------------- | --------------- | -------- |
| 1    | 艾里希·魯登道夫 | 步兵上將 艾里希·魯登道夫 （1865–1937） | 29 August 1916  | 26 October 1918 | 2年58天  |
| 2    | 威廉·格勒納     | 中將 威廉·格勒納 （1867–1939）         | 30 October 1918 | 15 July 1919    | 258天    |

#### 魏玛共和国
| 任次 | 肖像                          | 姓名                                             | 就职              | 离职              | 任职时间  |
| ---- | ----------------------------- | ------------------------------------------------ | ----------------- | ----------------- | --------- |
| 1    | 漢斯·馮·塞克特                | 大將 漢斯·馮·塞克特 （1866–1936）                | 11 October 1919   | 26 March 1920     | 167天     |
| 2    | 威廉·海耶                     | 少將 威廉·海耶 （1869–1947）                     | 26 March 1920     | February 1923     | 2年10个月 |
| 3    | 奧托·哈瑟                     | 少將 奧托·哈瑟 （1871–1942）                     | February 1923     | October 1925      | 2年8个月  |
| 4    | 格奧爾格·魏澤爾               | 少將 格奧爾格·魏澤爾 （1869–1947）               | October 1925      | 27 January 1927   | 1年3个月  |
| 5    | 维尔纳·冯·勃洛姆堡            | 少將 维尔纳·冯·勃洛姆堡 （1878–1946）            | 27 January 1927   | 30 September 1929 | 2年246天  |
| 6    | 庫爾特·馮·哈默施泰因-埃克沃德 | 少將 庫爾特·馮·哈默施泰因-埃克沃德 （1878–1943） | 30 September 1929 | 31 October 1930   | 1年31天   |
| 7    | 威廉·亞當                     | 少將 威廉·亞當 （1877–1949）                     | 31 October 1930   | 30 September 1933 | 2年334天  |
| 8    | 路德维希·贝克                 | 少將 路德维希·贝克 （1880–1944）                 | 1 October 1933    | 1 July 1935       | 1年273天  |

#### 纳粹德国
在布隆貝格-弗里奇事件发生后，希特勒重新规划了第三帝国军事机构，凯特尔元帅任统帅部总参谋长，约德尔上将任作战指挥参谋部参谋长。传统意义上的总参谋部仅负责陆军事务，职责和权利被大大削弱。以下为陸軍總司令部参谋长。
| 任次 | 肖像            | 姓名                                        | 就职              | 离职              | 任职时间 |
| ---- | --------------- | ------------------------------------------- | ----------------- | ----------------- | -------- |
| 1    | 路德维西·贝克   | 大将 路德维西·贝克 （1880–1944）            | 1 July 1935       | 31 August 1938    | 3年61天  |
| 2    | 弗朗茨·哈尔德   | 大将 弗朗茨·哈尔德 （1884–1972）            | 1 September 1938  | 24 September 1942 | 4年23天  |
| 3    | 库尔特·蔡茨勒   | 大将 库尔特·蔡茨勒 （1895–1963）            | 24 September 1942 | 10 June 1944      | 1年260天 |
| –    | 阿道夫·豪辛格   | 中將 阿道夫·豪辛格 （1897–1982） ［署任］   | 10 June 1944      | 21 July 1944      | 41天     |
| –    | 海因茨·古德里安 | 大将 海因茨·古德里安 （1888–1954） ［署任］ | 21 July 1944      | 28 March 1945     | 250天    |
| 4    | 汉斯·克雷布斯   | 步兵上将 汉斯·克雷布斯 （1898–1945）        | 1 April 1945      | 2 May 1945†       | 31天     |

#### 民主德国
1956年3月1日，東德的武裝力量正式建立，命名為「國家人民軍」，這支軍隊最初主要由蘇聯在二戰時俘虜的前納粹德軍士兵，以及其他志願者所組成。东德军队归属民主德国国防部管理。其总部（Hauptstab）被总部总长（Chefs des Hauptstabes）领导。
| 任次 | 肖像              | 姓名                                 | 就职            | 离职              | 任职时间  |
| ---- | ----------------- | ------------------------------------ | --------------- | ----------------- | --------- |
| 1    | 文森茨·穆勒       | 中将 文森茨·穆勒 （1894–1961）       | 1 March 1956    | 1 March 1958      | 2岁0天    |
| 2    | 亨里茨·霍夫曼     | 中将 亨里茨·霍夫曼 （1910–1985）     | 1 March 1958    | 1 July 1960       | 2岁122天  |
| 3    | 齐格弗里德·莱德尔 | 少将 齐格弗里德·莱德尔 （1918–2018） | 1 July 1960     | 15 March 1967     | 6岁257天  |
| 4    | 亨里茨·克斯勒     | 大将 亨里茨·克斯勒 （1920–2017）     | 15 March 1967   | 10 January 1979   | 11岁301天 |
| 5    | 弗里茨·施特勒茨   | 大将 弗里茨·施特勒茨 （1926年出生）  | 10 January 1979 | 31 December 1989  | 10岁355天 |
| 6    | 曼弗雷德·格拉茨   | 中将 曼弗雷德·格拉茨 （1935年出生）  | 1 January 1990  | 15 September 1990 | 257天     |

#### 联邦德国
1957年西德重整军备，建立起德国联邦国防军。德国联邦国防军总监察长（Generalinspekteur der Bundeswehr，GenInspBw）是联邦国防军中级别最高的官员，是武装部队所有士兵的军事长官，也是武装部队的最高军事代表。他是联邦国防部长和联邦政府的军事顾问。第一任总监察长由阿道夫·豪辛格上将担任。
| 任次 | 肖像                  | 姓名                                            | 就职             | 离职              | 任职时间 | 部门 | 时任德国防长                                                                           |   |
| ---- | --------------------- | ----------------------------------------------- | ---------------- | ----------------- | -------- | ---- | -------------------------------------------------------------------------------------- | - |
| 1    | 阿道夫·豪辛格         | 上将 阿道夫·豪辛格 （1897–1982）                | 1 June 1957      | 31 March 1961     | 3年303天 | 陆军 | 弗朗茨·約瑟夫·施特勞斯                                                                 | – |
| 2    | 弗里德里希·福奇       | 上将 弗里德里希·福奇 （1900–1976）              | 1 April 1961     | 31 December 1963  | 2年274天 | 陆军 | 弗朗茨·約瑟夫·施特勞斯 凯-乌维·冯·哈塞尔                                               | – |
| 3    | 海因茨·特雷特纳       | 上将 海因茨·特雷特纳 （1907–2006）              | 1 January 1964   | 25 August 1966    | 2年236天 | 陆军 | 凯-乌维·冯·哈塞尔                                                                      | – |
| 4    | 乌尔里希·德梅齐埃     | 上将 乌尔里希·德梅齐埃 （1912–2006）            | 25 August 1966   | 31 March 1972     | 5年219天 | 陆军 | 凯-乌维·冯·哈塞尔 格哈特·施罗德 赫尔穆特·施密特                                        | – |
| 5    | 阿尔敏·齐默曼         | 海军上将 阿尔敏·齐默曼 （1917–1976）            | 1 April 1972     | 30 November 1976  | 4年243天 | 海军 | 格奥尔格·勒伯尔                                                                        | – |
| 6    | 哈尔德·伍斯特         | 上将 哈尔德·伍斯特 （1921–2010）                | 21 December 1976 | 11 December 1978  | 1年355天 | 空军 | 格奥尔格·勒伯尔                                                                        | – |
| 7    | 于根·布兰特           | 上将 于根·布兰特 （1922–2003）                  | 12 December 1978 | 31 March 1983     | 4年109天 | 陆军 | Hans Apel 曼弗雷德·韦尔纳                                                              | – |
| 8    | 沃尔夫冈·阿尔滕堡     | 上将 沃尔夫冈·阿尔滕堡 （1928–2023）            | 1 April 1983     | 30 September 1986 | 3年182天 | 陆军 | 曼弗雷德·韦尔纳                                                                        | – |
| 9    | 迪特·韦勒肖夫         | 海军上将 迪特·韦勒肖夫 （1933–2005）            | 1 October 1986   | 30 September 1991 | 4年364天 | 海军 | 曼弗雷德·韦尔纳 Rupert Scholz 格哈德·斯托滕贝格                                        | – |
| 10   | 克劳斯·诺伊曼         | 上将 克劳斯·诺伊曼 （1939年出生）               | 1 October 1991   | 8 February 1996   | 4年130天 | 陆军 | 格哈德·斯托滕贝格 福尔克尔·鲁厄                                                        | – |
| 11   | 哈特穆特·巴格         | 上将 哈特穆特·巴格 （1938–2024）                | 8 February 1996  | 31 March 1999     | 3年51天  | 陆军 | 福尔克尔·鲁厄 魯道夫·沙爾平                                                            | – |
| 12   | 汉斯-彼得·冯·基希巴赫 | 上将 汉斯-彼得·冯·基希巴赫 （1941年出生）       | 1 April 1999     | 30 June 2000      | 1年90天  | 陆军 | 魯道夫·沙爾平                                                                          | – |
| 13   | 哈拉尔德·库贾特       | 上将 哈拉尔德·库贾特 （1942年出生）             | 1 July 2000      | 30 June 2002      | 1年364天 | 空军 | 魯道夫·沙爾平                                                                          | – |
| 14   | 沃尔夫冈·施奈德汉     | 上将 沃尔夫冈·施奈德汉 （1946年出生）           | 1 July 2002      | 26 November 2009  | 7年148天 | 陆军 | 魯道夫·沙爾平 彼得·施特魯克 弗朗茨·约瑟夫·荣格 卡尔-特奥多尔·楚·古滕贝格               | – |
| –    | 约翰-格奥尔格·多拉    | 少将 约翰-格奥尔格·多拉 （1948年出生） ［署任］ | 27 November 2009 | 21 January 2010   | 55天     | 空军 | 卡尔-特奥多尔·楚·古滕贝格                                                              | – |
| 15   | 沃尔克·维克           | 上将 沃尔克·维克 （1954年出生）                 | 21 January 2010  | 19 April 2018     | 8年88天  | 陆军 | 卡尔-特奥多尔·楚·古滕贝格 托马斯·德迈齐埃 乌尔苏拉·冯德莱恩                            | – |
| 16   | 艾伯哈德·佐恩         | 上将 艾伯哈德·佐恩 （1960年出生）               | 19 April 2018    | 17 March 2023     | 4年332天 | 陆军 | 乌尔苏拉·冯德莱恩 安妮格雷特·克兰普-卡伦鲍尔 克里斯蒂娜·蘭布雷希特 鲍里斯·皮斯托里乌斯 | – |
| 17   | 卡斯滕·布鲁尔         | 上将 卡斯滕·布鲁尔 （1964年出生）               | 17 March 2023    | Incumbent         | 2年149天 | 陆军 | 鲍里斯·皮斯托里乌斯                                                                    | y |

### 总参谋部大楼

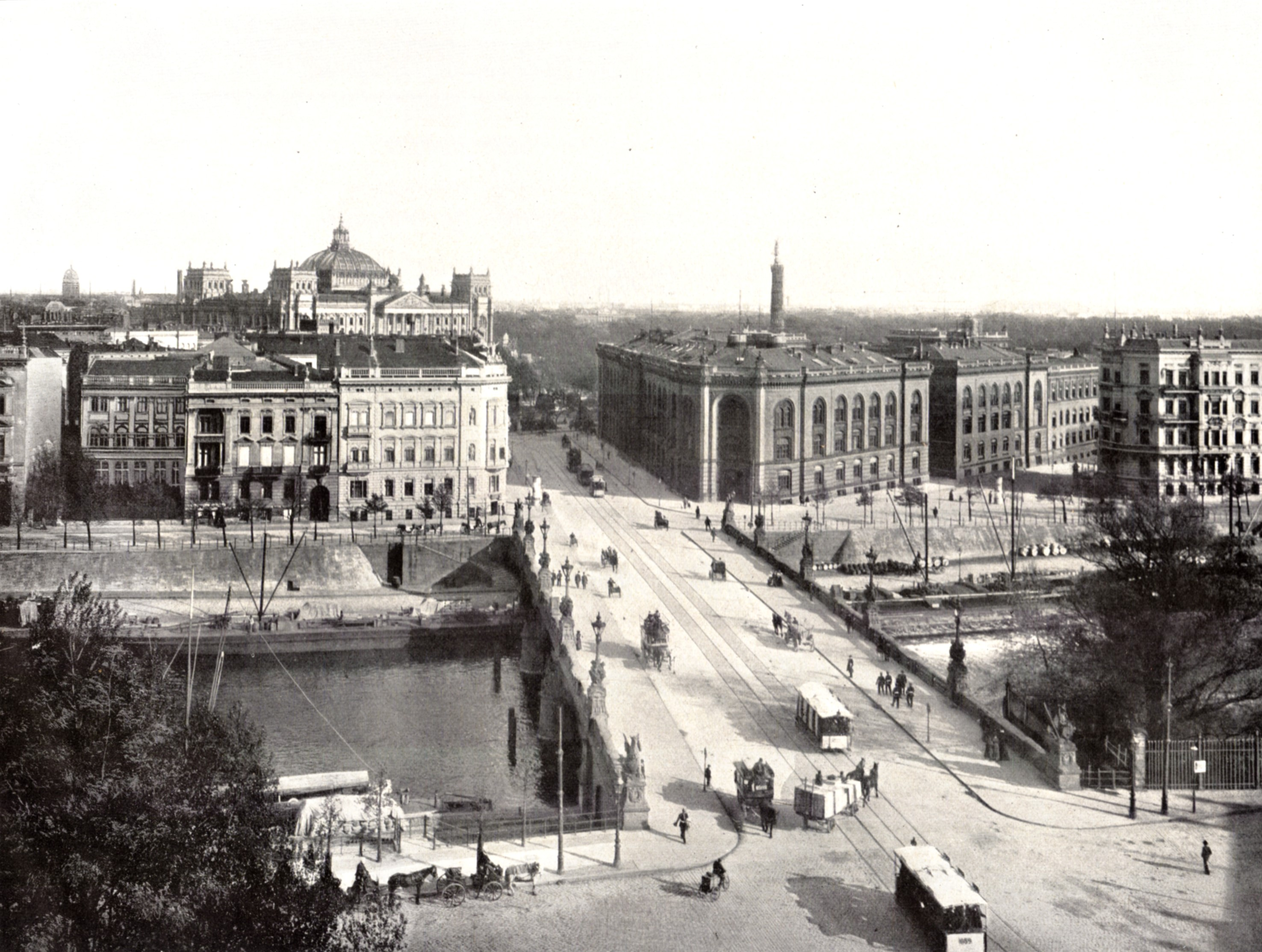
从莱尔特火车站方向越过毛奇桥看到总参谋部大楼（右）。背景是仍然矗立在国王广场上的胜利纪念柱，以及1900年时德国国会大厦的圆顶

总参谋部大楼（Generalstabsgebäude）位于德意志帝国首都柏林的蒂尔加滕区国王广场6号（今天的共和广场），正对着德國國會大廈。总参谋部大楼建于1867年至1871年间，采用新文艺复兴风格，由奥古斯特·费迪南·弗莱辛格（August Ferdinand Fleischinger）设计，在普法战争后被总参谋部占用。1873年至1882年间，该建筑在赫尔维塔街（Herwarthstrasse）和毛奇街（Moltkestrasse）之间的场地上进行了扩建。该建筑也是总参谋长的官邸。
第一次世界大战开始时，即1914年8月2日至16日，总参谋部仍保留在此地。战争结束后，由于《凡尔赛和约》，总参谋部被强制解散，总参谋部大楼被普鲁士内政部使用。
其建筑在第二次世界大战的柏林市戰役中遭到严重破坏，后来被东德拆除。该地区现在的土地上为德国联邦总理府。